# Gyeongju Citizen FC
Gyeongju Citizen FC (kor. 경주 시민축구단), klub piłkarski z Korei Południowej, z miasta Gyeongju, występujący w K3 League (3. liga).

## Tabela wszech czasów
| Rok  | Regular Sezon   | Puchar FA              |
| ---- | --------------- | ---------------------- |
| 2008 | 8. pozycja - K3 | −                      |
| 2009 | 9. pozycja - K3 | Did not Qualify        |
| 2010 | ?               | Nie zakwalifikował się |